# ソフトボールは好きかしら?
『ソフトボールは好きかしら?』（ソフトボールはすきかしら?）は、中村かなこによる『別冊少女コミック』（小学館）掲載の読み切り短編漫画、また同作を表題作とする漫画短編集単行本である。他の収録作品は「サンタはいないよ」「満点つるぴか!」「オイラの恋は続く」。

## あらすじ
日本の真ん中あたりのA知県のT市に本社があるアトム鉄鋼・ソフトボール部の4番打者幸子はスランプ中で、チームの成績もガタ落ちの大ピンチ。そんな時、コーチが投手としてスカウトしてきた翔子が入部。だがこの翔子ピッチングでは剛速球を投げる豪腕投手だが、バッティングはからきしダメ! そんな翔子に悩む幸子は……。

## 登場人物

### アトム鉄鋼ソフトボール部
内藤 幸子（ないとう さちこ）
背番号11。4番・三塁手。右投右打。ここ最近は不振だが、ソフトボールが好きで、いつも練習グラウンドに一番乗りするほど練習熱心である。原付で練習に向かう途中、グラウンド敷地内の車道のど真ん中で野球漫画を読みふける翔子を見て、慌ててブレーキをかけるが、その衝撃で自分が原付から放り出され翔子とぶつかり、翔子の顔に傷を負わせてしまう。
父親もソフトボールの選手だった。
極度の緊張感から来る翔子の打撃のダメっぷりを見て、香を焚きリラックスさせて打席に立たせるセラピーとイメージトレを兼ねた練習、剣山の大きいモノを使い、腰が引けたら棘が腰に刺さり嫌でも腰を引かなくするようにする練習、腹と背中に板を括り付けて腰が引かないようにする練習など、傍から見れば呆れるような練習で翔子のフォームを矯正しようとする。
前柴 翔子（まえしば しょうこ）
背番号18。6番・投手。右投右打。星野コーチにスカウトされて入部した。野球漫画が好きで練習中の時にも読んでいる。投球は剛速球を投げるほどの投手で、打撃でも素振りの練習では綺麗なバッティングフォームとスイングで、いかにも強打者とチームメイトに思われているが、実は打席に立つと極度の緊張のためへっぴり腰で構えてしまい、投球1球につき3回は空振りするほどの貧打者である。
松平（まつだいら）
5番・捕手。右投右打。愛称：松ちゃん。ソフトボール部の主将。
星野コーチ（ほしのコーチ）
ソフトボール部のコーチで実質上の監督だが練習中にゲームボーイやたまごっちにうつつをぬかす困った指導者。草試合で登板した翔子のピッチングだけを見て一目で気に入り、バッティングは見ずにスカウトした張本人。
監督（かんとく）
杖をついておりかなりの高齢者。体がいつも小刻みに揺れている。

### 漬物QQソフトボール部
谷口（たにぐち）
漬物QQソフトボール部のコーチ。アトム鉄鋼と試合の度にアトム鉄鋼の部員にイヤミを言う。
坂田（さかた）
右投。漬物QQソフトボール部の主戦投手（エースピッチャー）。

## 単行本
- FLOWER COMICS小学館

ISBN 4-09-136214-1